# Leo Huberman
Leo Huberman, 17 oktober 1903 i Newark, New Jersey, död 9 november 1968 i Paris, Frankrike, var en amerikansk socialistisk teoretiker, journalist och författare. 1949 startade han, tillsammans med Paul Sweezy, tidskriften Monthly Review.
Hubermans bok Människans rikedomar (Man's Worldly Goods) från 1936 ses som ett standardverk i marxistisk historieuppfattning. Det historiska arbetet We, the People har översatts till många språk och vunnit stor framgång. Verket gavs ut av Rabén & Sjögren 1973 i översättning under titeln Det amerikanska folkets historia (345 s. i pocket).
Harold Laski lämnade följande omdöme om verket Människans rikedomar:  "Ingen kan läsa denna bok och någonsin efteråt påstå att historia är tråkigt".[källa behövs]